# Frosinone (tỉnh)
Tỉnh Frosinone (Tiếng Ý: Provincia di Frosinone) là một tỉnh ở vùng Lazio của Ý. Tỉnh này có 91 đô thị comuni (danh từ số ít tiếng Ý:comune) xem Các đô thị tỉnh Frosinone. Tỉnh lỵ là thành phố Frosinone. Tỉnh này có diện tích 3.244 km², và tổng dân số là 489.042 (2005).
Tỉnh được lập theo sắc lệnh hoàng gia ngày 6 tháng 12 năm 1926 từ các lãnh thổ thuộc Lazio và Campania. 
Các đô thị chính
Thời điểm ngày 31 tháng 5 năm 2005, các đô thị chính xếp theo dân số là:
| Đô thị                     | Dân số |
| -------------------------- | ------ |
| Frosinone                  | 48.621 |
| Cassino                    | 32.617 |
| Alatri                     | 27.993 |
| Sora                       | 26.430 |
| Ceccano                    | 22.495 |
| Ferentino                  | 20.523 |
| Veroli                     | 20.144 |
| Anagni                     | 19.330 |
| Pontecorvo                 | 13.214 |
| Monte San Giovanni Campano | 12.818 |
| Isola del Liri             | 12.072 |
| Fiuggi                     | 9.113  |
| Boville Ernica             | 8.927  |
| Ceprano                    | 8.341  |
| Paliano                    | 7.897  |
| Arpino                     | 7.720  |
| Roccasecca                 | 7.522  |
| Cervaro                    | 7.101  |
| Sant'Elia Fiumerapido      | 6.310  |
| Arce                       | 5.982  |